# كويكة (قرية)
كَوِيكَّة (أو كَوِكَّة) (Kowikka) قرية في منطقة السكوت في الولاية الشمالية من السودان وهذا الاسم نوبي، يحدها من الشرق صحراء العتمور، ومن الغرب نهر النيل، ومن الجنوب قرية عبود، ومن الشمال مدينة عبري. وتقع القرية قبالة جزيرة صاي. ومجمل سكانها من النوبيون. وينشط سكانها كما في المناطق المجاورة في الزراعة والإنتاج الحيواني والتجارة. أبرز معالم القرية هو قبة الخليفة الشيخ إدريس على الرضا الداعية الإسلامي المتصوف الذي استوطن هذه القرية منذ العام 1200 هجرية، ودفن فيها وتنسب إليه العديد من الكرامات والروايات.

طابع بريدي تم إصداره تخليداً لضريح الشيخ إدريس

## النشاط السكاني
تكون الزراعة هي الأساس، وترتبط بشكل مباشر مع التجارة في المحاصيل التي يتم إنتاجها في المنطقة خصوصاً التمر والقمح والفول المصري، ونظراً لفقر المراعي بالمنطقة يكون الإنتاج الحيواني  مثل الألبان واللحوم هو المتوفر غالباً.
واستحدث أخيراً التنقيب عن الذهب بعد أن صادف العديد من المستكشفين الهواة كميات مقدرة من الذهب الخام وحتي الأثار الذهبية التي تعود لحقب الممالك النوبية القديمة التي تعاقبت علي المنطقة.
لكن تبقي الهجرة بحثاً عن الفرص الأوسع هي أكثر الممارسات شيوعاً في المنطقة وغالباً ما يستهدف المهاجرون مناطق ودول الخليج ومصر.

## أبرز الأعلام
- البروفسير نجم الدين محمد شريف
- وزير الخارجية الأسبق محمد ميرغني مبارك

## المصدر
موقع نباتا